# Sigur Rós
Sigur Rós (uttalas [ˈsɪːɣʏr rous]) är ett isländskt postrockband med melodiska, klassiska och experimentella inslag. Bandet är känt för sitt speciella sound och dess sångare Jónsis falsettsång.

## Historia

### Von(1997) ochvon brigði(1998)
Jón Þór (Jónsi) Birgisson (gitarr och sång), Georg Hólm (bas) och Ágúst Ævar Gunnarsson (trummor) bildade gruppen i Reykjavik i augusti 1994. Namnet togs av Jónsis yngre syster Sigurrós (som översatt till svenska betyder "Segerros"), som föddes samma dag som bandet bildades. De fick snart skivkontrakt på det lokalt Sugarcubesägda bolaget Bad Taste. 1997 släppte de skivan Von (Hopp) och 1998 en remixsamling kallad Von brigði. Namnet är en isländsk ordlek: Vonbrigði betyder "besvikelse", men Von brigði betyder "hoppförändring". Kjartan Sveinsson gick med i bandet 1998 där han spelade keyboard. Han var den enda medlemmen i Sigur Rós med formell musikutbildning, och fick därför arbeta mycket med orkestral- och stråkarrangemang för senare verk.

### Ágætis byrjun(1999)
Internationell framgång kom med 1999 års Ágætis byrjun (Bra början). Bandet blev känt i stora delar av världen med skivan, och snart kallade kritiker världen över skivan för en av de bästa albumen under denna tid. Sigur Rós fick också vara förband till band som Radiohead. Tre spår, "Ágætis byrjun", "Svefn-g-englar" och en liveinspelning från den då outgivna "Njósnavélin" (senare omdöpt till "Untitled #4") medverkade i Cameron Crowes film Vanilla Sky. Dessa spår medverkade också ofta i tv-serien Queer. Deras musik har också spelats i tv-serier som 24, CSI och CSI Miami. Filmer som The Life Aquatic with Steve Zissou, Mysterious Skin och The Girl in the Café har också använt sig av Sigur Rós musik från denna tid.
Efter detta album blev också Sigur Rós kända för att Jónsi spelade gitarr med en cellostråke, vilket skapade ett helt unikt ljud för en elektrisk gitarr.

### ( )(2002)
Trummisen Ágúst lämnade bandet efter Ágætis byrjun och ersattes av Orri Páll Dýrason. 2002 släpptes albumet ( ). Då albumet släpptes hade spåren inga titlar, dock har bandet själva senare hittat på titlar för att låtarna ska vara lättare att identifiera. Spåren på ( ) sjungs på vonlenska (hoppländska), ett påhittat språk. Det sägs att lyssnaren själv ska hitta på sina egna meningar med spåren. Gruppen sa själva att "varför hitta på titlar till spår som inte har några texter?".
Sigur Rós gick med Radiohead i oktober 2003 för att skriva musiken till Merce Cunninghams dansstycke Split Sides; Sigur Rós tre spår kallades Ba Ba Ti Ki Di Do och släpptes som EP i mars 2004. Radioheads motsvarande spår släpptes aldrig. Sigur Rós debutalbum från 1997 släpptes i USA och Storbritannien i oktober 2004.

### Takk...(2005)

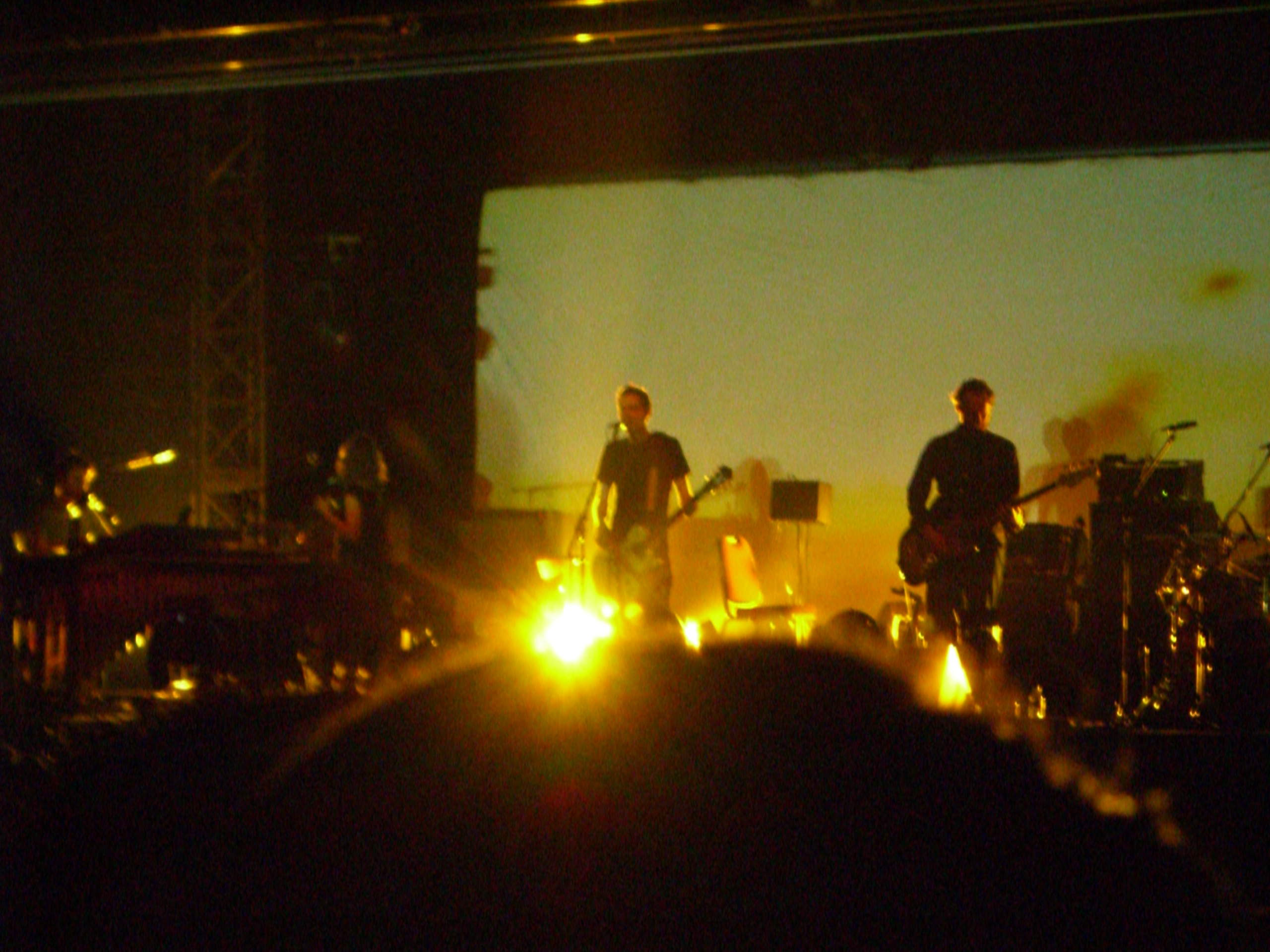
Sigur Rós under en konsert i Hongkong den 7 april 2006.

Deras fjärde album, Takk... (Tack), använder sig av mer gitarrer än tidigare och har ett något rockigare sound. Skivan släpptes i september 2005. "Hoppípolla", den andra singeln från albumet, gavs ut i november tillsammans med en nyinspelning av spåret "Hafsól" från Von. Hoppípolla är också en av de mest använda låtarna från albumet och har bland annat medverkat i BBCs naturhistoriska serie Planet Earth.
En förlängd Sæglópur EP släpptes i juli 2006 i större delar av världen och i augusti i USA. För EP:n spelades tre nya låtar in ("Refur", "Ó Fridur", "Kafari"). Under juli 2006 inleddes en stor världsturné med flera konserter i Europa, USA och Kanada, Australien, Nya Zeeland, Hongkong och Japan. Vid hemkomsten genomförde bandet en rad gratiskonserter runt om Island på små orter, utomhus. Arenorna var bland annat bunkrar, kaféer, ute på åkrar och liknande. Dessa konserter spelades in och användes vid utgivelsen av dokumentärfilmen Heima.

### HeimaochHvarf-Heim(2007)

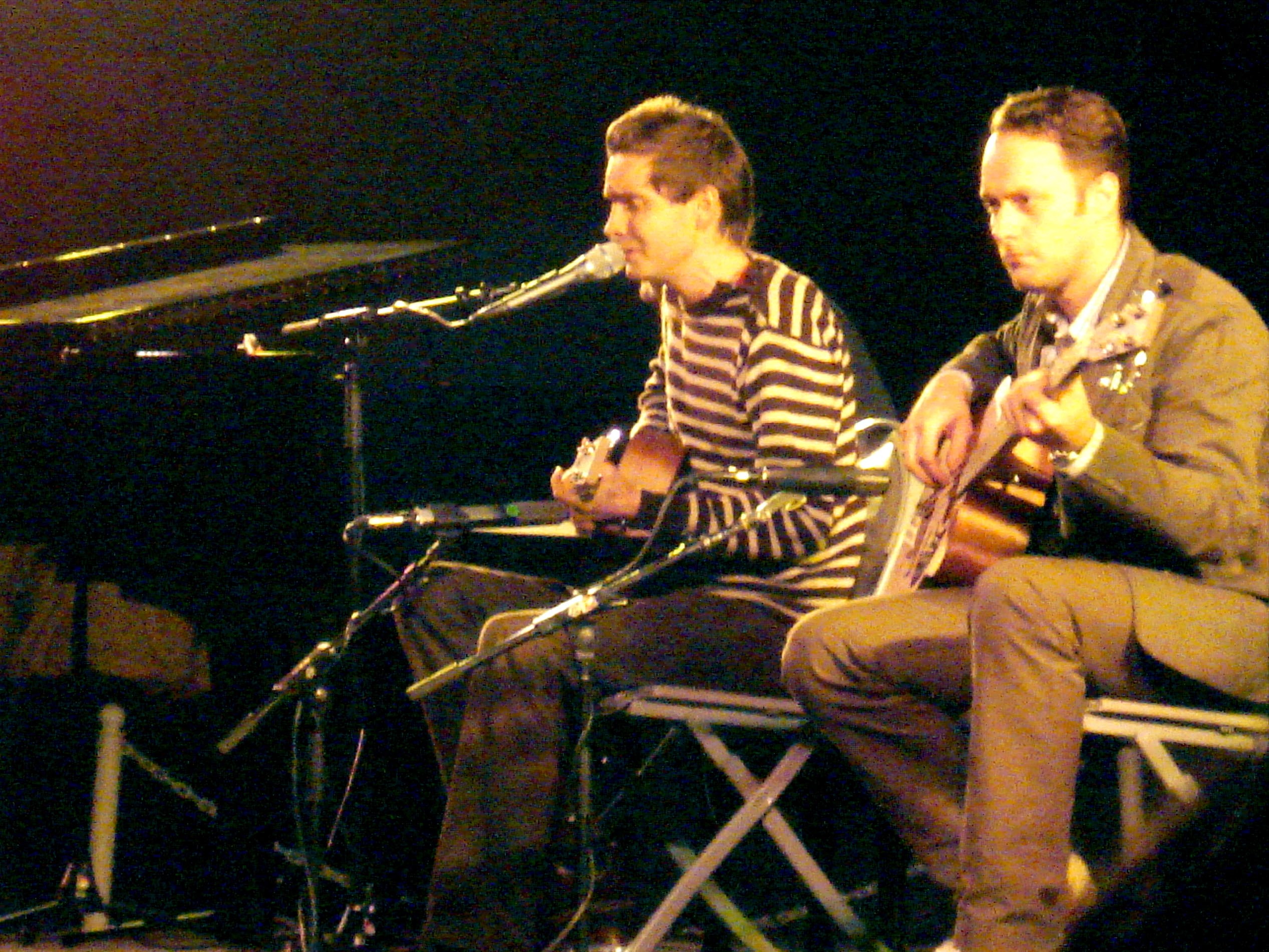
Sigur Rós spelar akustiskt innan filmen Heima ska visas på University of California, Los Angeles.

I augusti 2007 släpptes en limiterad DVD+CD-utgåva av 2002 års soundtrack till dokumentären Hlemmur. Hvarf-Heim gavs ut den femte november och var ett samlingsalbum på två skivor med nyinspelningar av äldre låtar. Hvarf-delen av skivan är studioinspelningar av spåren Salka, Hljómalind, Í Gær, Von och Hafsól, och Heim-delen av skivan var akustiska versioner av spåren Samskeyti, Starálfur, Vaka, Ágætis byrjun, Heysátan och Von. Samma dag släpptes Heima, en live-DVD av gratisturnén på Island. Singeln Hljómalind släpptes med b-sidan Hafsól.

### Með suð í eyrum við spilum endalaust(2008)
I november 2007 skrev NME att Sigur Rós arbetar med sitt femte studioalbum, där bandmedlemmen Orri Páll Dýrason trodde på en utgivning under sena 2008. Bandet arbetade tillsammans med The Smashing Pumpkins-producenten Flood på albumet.
Bandet sägs ha spelat in i ett hus i centrala Reykjavik, och att ha skrivit större delen av flera låtar redan. Arbetet avslutades på Island och hela bandet åkte till New York där de avslutade inspelningen av albumet. Sigur Rós sa själva att de hoppades på att albumet kunde släppas redan till sommaren 2008 och den 25 juni 2008 släpptes Með suð í eyrum við spilum endalaust.

### Våldtäktsanklagelse och avhopp (2018)
I september 2018 lämnade trummisen Páll Dýrason gruppen efter anklagelser om sexuella övergrepp. Övergreppet ska ha skett 2013. Kvinnan som anklagade honom hävdade att Dýrason förgripit sig på henne efter att hon somnat i hans hotellsäng i Los Angeles. Dýrason förnekade anklagelserna. Han tillkännagav samtidigt att han lämnade bandet eftersom han inte ville att anklagelserna skulle påverka bilden av Sigur Rós.

## Vonlenska
Vonlenska är en term som används för att beskriva de obegripliga texter som sjungs av bandet, i synnerhet av Jón Þór Birgisson. En engelsk översättningen av termen, Hopelandic, förekommer också. Ordet kommer från "Von" som betydet "hopp", och är en låt på Sigur Rós debutalbum med samma namn.

## Medlemmar
- Jón Þór "Jónsi" Birgisson - sång, gitarr, keyboard och munspel
- Georg "Goggi" Hólm - basgitarr och klockspel
- Kjartan "Kjarri" Sveinsson - keyboard, piano, orgel, gitarr, flöjt, tin whistle, oboe och banjo

### Tidigare medlemmar
- Orri Páll Dýrason - trummor och keyboard (1999-2018)
- Ágúst Ævar Gunnarsson - trummor (1994-1998)

## Diskografi
För fullständig diskografi, se Sigur Rós diskografi
- 1997 – Von
- 1999 – Ágætis byrjun
- 2002 – ( )
- 2005 – Takk...
- 2007 – Hvarf-Heim (samlingsalbum)
- 2008 – Með suð í eyrum við spilum endalaust
- 2011 – Inni (livealbum)
- 2012 – Valtari
- 2013 – Kveikur
- 2023 – Átta